# Podravno
Podravno (cyr. Подравно) – wieś w Bośni i Hercegowinie, w Republice Serbskiej, w gminie Srebrenica. W 2013 roku liczyła 133 mieszkańców.